# 하야마촌 (고치현)
하야마촌(일본어: 葉山村)은 일본 고치현 다카오카군에 있던 촌이다.

## 역사
- 1889년 4월 1일 - 정촌제 시행에 수반해 다카오카군 가미하야마촌, 시모하야마촌이 성립하였다.
- 1956년 9월 30일 - 가미하야마촌, 시모하야마촌이 합병해 히가시쓰노촌이 되었다.
- 2005년 8월 1일 - 히가시쓰노촌과 합병해 쓰노정이 되었다.

## 참고 문헌
- 角川日本地名大辞典編纂委員会,『角川日本地名大辞典 39 高知県』1983, 角川書店